# Albert-Einstein-Schule Bochum
Die Albert-Einstein-Schule Bochum in Bochum war ein neusprachliches und naturwissenschaftliches Gymnasium. Hier wurden zuletzt rund 900 Schülerinnen und Schüler unterrichtet. Namensgeber war der theoretische Physiker Albert Einstein.
Die Schulgebäude befanden sich südlich der Bochumer Innenstadt im Schulzentrum Wiemelhausen. Im Jahr 2010 fusionierten Albert-Einstein-Schule und Gymnasium am Ostring zum Neuen Gymnasium Bochum.

## Geschichte
Im 1958 diskutierten Zweiten Entwicklungsplan für Schulneubauten in Bochum erachtete der Rat der Stadt Bochum den Bau eines neuen Jungengymnasiums für notwendig. Die Zuwanderung und die gestiegenen Geburtenzahlen der Nachkriegszeit führten zu räumlicher Enge und höherer Belastung der Goethe-Schule am Stadtpark sowie dem Graf-Engelbert-Gymnasium an der Königsallee.
Die Suche nach einem passenden Gelände für dieses zehnte Gymnasium der Stadt zog sich jedoch bis 1966 hin. Als zwischenzeitliche Lösung wurde während der Kurzschuljahre 1966/1967 die Goethe-Schule renoviert und erhielt einen Erweiterungsbau. Nach den Sommerferien 1967 wurden zwei Sexten, eine Quinta und zwei Quarten mit insgesamt rund 200 Schülern aus der Goethe-Schule ausgegliedert und als vorformierte Albert-Einstein-Schule in Pavillons an der Uhlandstraße untergebracht.
Am 7. September 1970 zog die Albert-Einstein-Schule mit 477 Schülern und 30 Schülerinnen ‒ zeitgleich wurde die Koedukation eingeführt ‒ in 15 Klassen ins Schulzentrum Wiemelhausen. Im Sommer 1974 erhielt die erste „Einstein-Generation“ ihr Abitur. Bis 1977 wuchs das Gymnasium auf 1070 Schüler an.
Im Jahre 1982 kam es zu einem Streik von achthundert Schülern wegen der geplanten Versetzung von drei Lehrkräften aufgrund des „Planstellen-Überhangs“, der von als „Zwangsversetzung“ empfunden wurde. Im September 1989 erhielt die Schule die Genehmigung zur Einführung des bilingualen Unterrichts in Deutsch und Englisch zum Schuljahr 1990/1991.
Die Albert-Einstein-Schule war in den 2000er-Jahren als Europaschule zertifiziert. Sie beteiligte sich an der SchülerUni.Bochum, einer Initiative der Ruhr-Universität Bochum zur individuellen Förderung des Leistungspotentials von Schülern aus Nordrhein-Westfalen. 

## Schulleben

### Schüleraustausche
Nachdem 1972 französische Gastschüler an der Albert-Einstein-Schule weilten, begann in Zusammenarbeit mit der Hildegardis-Schule ein Schüleraustausch mit dem Lycee classique et moderne mixte d'Argenteuil. Ein Gegenbesuch in Argenteuil wurde 1973 organisiert. Der Schüleraustausch wurde im Rahmen des Deutsch-Französischen Jugendwerks in den Jahren 1974–1976 fortgesetzt. Eine weitere Partnerstadt in Frankreich war in den 1990er Jahren Aurillac.
1976 begann ein Schüleraustausch mit der Senior High School in Coon Rapids (Minnesota, USA). Seit 1977 fanden im Abstand von zwei Jahren regelmäßige Besuche und Gegenbesuche an den beteiligten Austauschschulen statt.
2008 fand zum sechsten Mal ein Austausch mit dem Liceo Maffei aus Verona (Italien) statt.
2009 wurde gemeinsam mit der Wath Comprehensive School (Wath-upon-Dearne, Großbritannien) und dem Collegi Pare Manyanet (Barcelona, Spanien) das von der europäischen Kommission geförderte und finanzierte Comenius-Umweltprojekt „Making a world of difference“ gestartet. Im Verlauf des Projektes haben Schüler der beteiligten Schulen gemeinsam gearbeitet und sich gegenseitig an ihren Schulen besucht. Das Projekt wurde am Neuen Gymnasium Bochum weitergeführt und im Juli 2011 abgeschlossen.
Teilnehmer der Arbeitsgemeinschaft „Jugend forscht“ wurden wiederholt ausgezeichnet. Im Rahmen des Projekts gab es einen gegenseitigen Besuch mit Teilnehmern aus Namibia.

### Musische und öffentlichkeitswirksame Aktivitäten
Die Schulorchester, Chöre, Theater-Arbeitsgemeinschaften und Oberstufenkurse ermöglichten mehrere Musik-, Musical- und Theateraufführungen im Jahr.
Zur offiziellen Einweihung der Schule 1970 wurde die Schuloper Der Jasager von Bertolt Brecht und Kurt Weill aufgeführt.
Unter der Bezeichnung „Streitgespräch“ gab es, initiiert durch Eckhard Stratmann-Mertens, ab 1999 eine annähernd jährliche Reihe von Podiumsdiskussionen mit namhaften Vertreterinnen und Vertretern des öffentlichen Lebens.

### Sanitätsdienst
Die AES hatte einen eigenen Schulsanitätsdienst in Kooperation mit dem Deutschen Roten Kreuz, welcher bei seltenen Leichtverletzungen Erste Hilfe leisten konnte.

### Publikationen
Die Schülerzeitung der Schule trug bis zu ihrer Neugründung Ende 1997 den Titel Neustein, danach erschien sie als alberts. Für ihre damalige Präsenz im World Wide Web wurde sie im Jahr 2000 von einem großen Versicherungsunternehmen als „beste Onlineschülerzeitung Westfalens“ prämiert. Ab 2001 gab die Schulleitung das Mitteilungsblatt EinsteINfo heraus.

### Halloweenparty
Zur Eröffnung des neuen Oberstufenzentrums im Jahr 2000 hatte der 2001er Abiturjahrgang dort erstmals eine Halloweenparty durchgeführt, die seitdem jährlich von den jeweiligen Abiturjahrgängen als Oberstufenparty durchgeführt wurde.

## Bauliches Umfeld und Schadstoffbelastung
Das Schulzentrum Wiemelhausen entstand im Zeitraum von 1968 bis 1970 als Ansammlung von jeweils zwei- bis dreigeschossigen Zweckbauten. Das Gelände fällt von Süden nach Norden hin ab und war von 1925 bis 1959 Standort der Ziegelei der Zeche Friederika gewesen. Das tragende Stahlbetonskelett der Schulgebäude wurde im Dachbereich nach außen fortgeführt und hielt umlaufende Stahlgitterroste, die die Fassade horizontal gliederten und in den oberen Etagen als Fluchtwege dienen sollten. Vorgesetzte Fertigteil-Fassadenplatten in charakteristischer Waschbeton-Optik vervollständigten den funktionalen Gesamteindruck.
Auf der untersten Geländestufe, im Norden begrenzt von der Bahnstrecke Bochum Nord—Bochum-Weitmar, befindet sich die Sportplatzanlage Querenburger Straße 35‒37. Südlich erhebt sich das Gebäude der Hans-Böckler-Realschule. Deren Haupteingang befindet sich, genau wie der zur Dreifach-Sporthalle und der angeschlossenen Schwimmhalle, auf der mittleren Geländestufe. Im Westen steht das Weiterbildungskolleg der Stadt Bochum, eine Einrichtung des zweiten Bildungsweges, mit der Postanschrift Querenburger Straße 37. Die Gebäude dieses nördlichen Ensembleteils wurden in den 2010er-Jahren saniert. Nach Osten hin schließt der Geologische Garten das Gelände ab, der als ehemaliger Steinbruch noch einmal tiefer als der Sportplatz liegt.
Südlich stand das Gebäude der Aula, mit einem repräsentativen Foyer auf der mittleren und dem Zugang zu Bühne und Musikraum auf der oberen Geländestufe. Mittig befand sich das Hauptgebäude der Albert-Einstein-Schule, mit Eingängen sowohl auf der mittleren als auch der oberen Geländestufe. Auf dieser oberen Stufe stand in der Südostecke, leicht abgegrenzt durch den Musikraum, das Gebäude der im Jahr 2000 geschlossenen Carl-Arnold-Kortum-Hauptschule, das danach als Oberstufenzentrum von den Jahrgängen 11‒13 der Albert-Einstein-Schule genutzt wurde. In der Südwestecke, neben der Querenburger Straße und an der Stelle des heutigen Parkplatzes, war das naturwissenschaftliche Gebäude der Albert-Einstein-Schule angeordnet.
Darüber hinaus gab es als Ausweich-Klassenraum einen Pavillon östlich der Aula sowie ein nördliches und ein westliches Nebengebäude mit je einer Hausmeisterwohnung und Funktionsräumen, letzteres außerdem mit dem sogenannten Fahrschülerraum. Zentral auf dem Schulhof stand eine in Komplementärfarben gehaltene Betonplastik von Otto Herbert Hajek, die mit dem Abriss der Schule 2010/2011 ebenso verschwand wie die im gleichen Stil ‒ dreidimensional abstrakt mäanderhaft ‒ ausgeformte und kolorierte Sichtbeton-Fassade der Aula. Nicht mit der Schule verbunden, aber zuletzt als Ausgabeort für Mahlzeiten an langen Schultagen genutzt, war das südlich benachbarte, 2008 leergezogene Haus der evangelischen Kirche Querenburger Straße 47, das 2014 abgerissen wurde.
Seit dem Jahr 2000 bekannt war die Belastung der Raumluft mit polychlorierten Biphenylen, Weichmachern, die aus den Dichtungen der Fugen zwischen den Betonfertigplatten diffundierten, aus denen alle Gebäude errichtet worden waren. Am stärksten belastet waren infolge unzureichender Belüftung der Gymnastikraum sowie die Aula (daraufhin spöttisch „PCB-Arena“ genannt). Auch eine mögliche Belastung durch Asbest wurde geprüft. Laut einem Schreiben des Schulverwaltungsamtes Bochum vom 13. November 2006 ergab die in zwei Räumen der Schule durchgeführte Untersuchung eine Belastung durch Asbest unter den „vorgegebenen Zielwerten“.
Die Stadt Bochum hatte, auch angesichts des Alters der Bauten, in der Folge über eine Schadstoffsanierung oder einen Abriss des Schulzentrums Wiemelhausen zu entscheiden. Am 13. Dezember 2007, im Jahr des vierzigjährigen Bestehens, wurde angesichts sinkender Schülerzahlen die Zusammenlegung der Albert-Einstein-Schule mit dem Gymnasium am Ostring beschlossen, wobei der Innenstadt-Standort des Gymnasiums am Ostring trotz heftiger Kritik aufgegeben wurde. Ein Bürgerentscheid am 22. Juli 2008 unterstützte diese Vorgehensweise.
Im Jahr 2010 entstand durch die Zusammenlegung das Neue Gymnasium Bochum. Es wurde für die Dauer der Bauarbeiten übergangsweise in dem ehemaligen Gebäude der Erich Kästner-Schule an der Markstraße untergebracht. Die auf dem südlichen Geländeteil des Schulzentrums Wiemelhausen gelegenen Gebäude der bisherigen Albert-Einstein-Schule wurden abgerissen. Der Neubau des Neuen Gymnasiums Bochum (Entwurf: Hascher + Jehle) begann mit dem ersten Spatenstich am 18. März 2011 und wurde im Herbst 2012 eröffnet.